# Chapelle des Carmélites de Lectoure
Pour les articles homonymes, voir Chapelle des Carmélites et Couvent des Carmélites.
La chapelle des Carmélites de Lectoure est un édifice religieux catholique faisant partie d’un ensemble conventuel de religieuses carmélites dans la commune de Lectoure (Gers), en France.

## Histoire
Dès 1529, un couvent de religieuses carmélites existait probablement à Lectoure, mais rien ne permet de le relier à l’actuel couvent. C’est à la suite de la Réforme catholique que le maréchal Antoine de Roquelaure, ami du roi Henri IV, nommé par Louis XIII, arrive à Lectoure comme gouverneur de la ville. Il fait don de la maison et du jardin sur l’emplacement desquels prendra place le couvent. 
Le 8 septembre 1623, huit religieuses arrivent, avec pour prieure sœur Marie de la Trinité, chronologiquement la cinquième Carmélite de France. Quelques années plus tard, en novembre 1632, le couvent reçoit la visite d’Anne d’Autriche et du cardinal de Richelieu, venus, en tant que marraine et parrain, au baptême des deux derniers enfants du maréchal de Roquelaure. En 1695, avec 22 moniales et cinq religieuses converses, c’est le couvent le plus peuplé de Lectoure.
Au XVIIIe siècle, le Carmel de Lectoure devient un foyer actif du jansénisme, sous l’influence du vicaire général Louis Paris-Vacquier et avec la personnalité combative de la prieure, sœur Thérèse de la Croix, qui résiste pied à pied aux brimades de l’évêque Hertaud de Beaufort. Les religieuses jansénistes sont finalement dispersées, mais elles conservent leurs convictions. 
À la Révolution, les carmélites sont chassées et le couvent transformé en maison de réclusion, tandis que ses dépendances sont vendues comme biens nationaux. Le couvent est vendu à son tour, le 1er fructidor an IV, à un certain J. Bouet. Sous la Restauration, en 1825, une donation permet aux carmélites de retrouver leur couvent.

## Description

### Architecture
Le couvent des Carmélites occupe l’espace compris entre le rempart nord et la rue Marès, espace coupé en deux par la rue Soulès. Deux passages couverts en arcade (l’un détruit à la Révolution) permettaient aux religieuses de franchir la rue sans quitter la clôture.
La chapelle se trouve à l’angle de la rue Montebello et de la rue Marès et ne se signale extérieurement que par son portail classique dans la rue Marès. Elle ne dépasse pas en hauteur les maisons voisines à un étage. 

### Portail

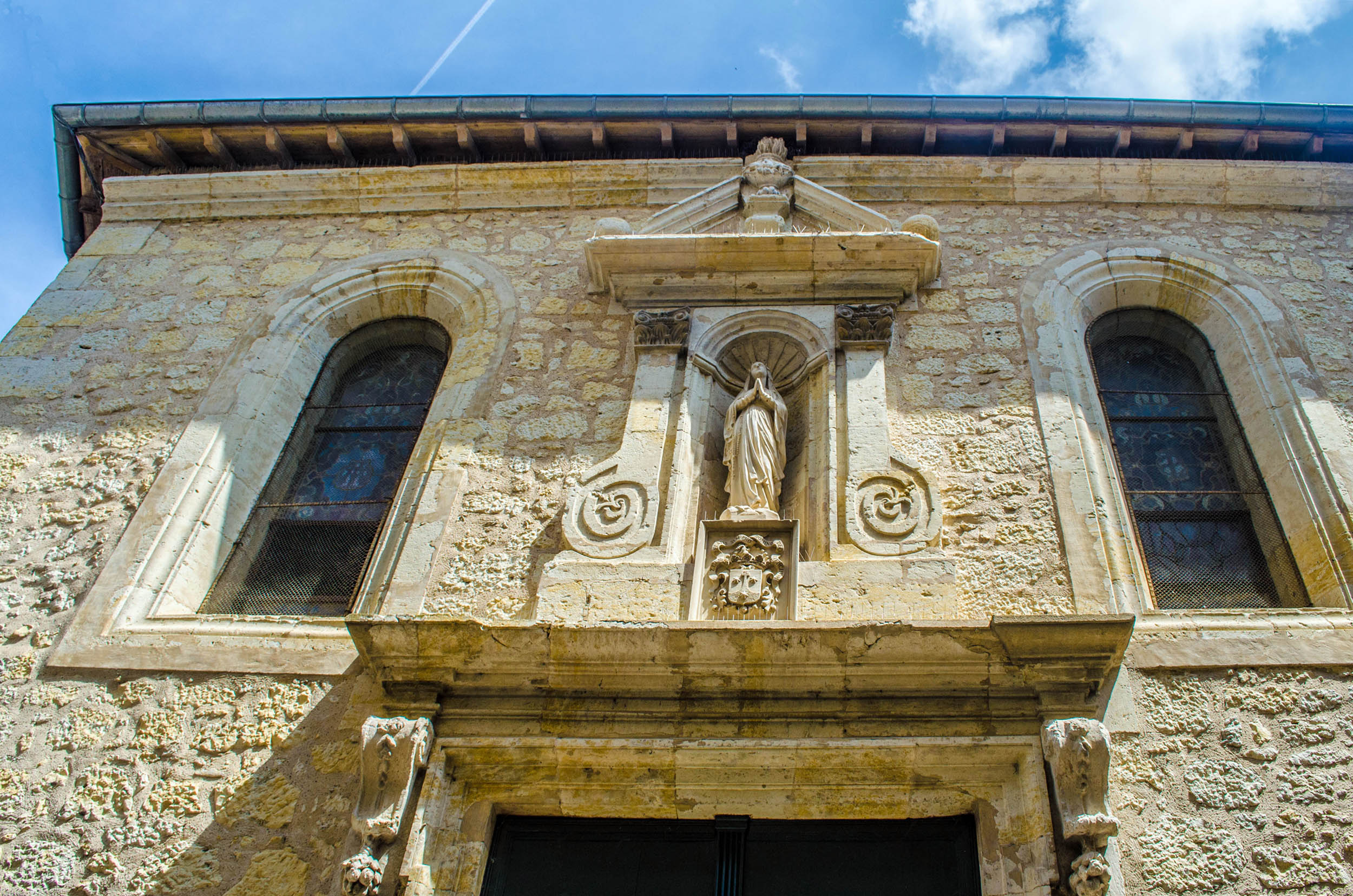
Portail.

Le portail est surmonté d’une niche encadrée par deux ailerons (pilastres formant volute en bas) terminés par des chapiteaux à feuillages. Un fronton triangulaire orné de trois boules, à l’intérieur duquel se trouve un balustre typique de la région lectouroise aux XVIIe et XVIIIe siècles, domine l’ensemble. La niche contient une statue de la Vierge XIXe s., reposant sur un blason portant les armes du Carmel, également ajouté au XIXe s.

### Intérieur
L’intérieur, large mais peu profond, se divise en trois travées. Une et demi constitue la nef réservée aux fidèles, puis trois-quarts de travée sont occupés par un escalier de dix marches, les trois-quarts restants étant le chœur, qui se trouve donc très surélevé. Le dessous du chœur était occupé par une sacristie, ensuite transformée en crypte en clôture conservant des reliques.
Sur la partie gauche, une chapelle Notre-Dame du Sacré-Cœur fait une saillie en encorbellement à l’extérieur sur la rue Montebello. À droite, un grand arc fermé par une grille marque la tribune réservée aux religieuses, où des stalles ont été offertes par Louise-Marie de France, fille de Louis XV et elle-même carmélite.
Au centre, l’autel en marbre blanc et rouge est encore surélevé de trois degrés. Il est orné d’un retable formé par deux colonnes de marbre supportant un entablement à fronton courbe. Au centre, une peinture XVIIe s. représente La Vision de Sainte Thérèse. De chaque côté, au-dessus d’une porte, une niche contient une statue de saint : saint Jean de la Croix à gauche, saint Joseph à droite.
Une décoration peinte sobre orne les murs. Mais ce qui attire l’attention est le plafond plat, à nervures dessinant une croisée d’ogives à liernes et formerets avec des clés pendantes où se répète le blason du Carmel, et où apparaissent les armes du royaume de France, après un don de Louise de France, fille de Louis XV, aux Carmels les plus pauvres. Le plafond présente un riche décor peint en 1684, qui fut restauré en 1889 par le peintre lectourois Paul Noël Lasseran.
Par son plafond peint, et son portail d’entrée, la chapelle des Carmélites présente des similitudes avec son homonyme, la chapelle des Carmélites de Toulouse construite à la même époque.
L’édifice a été inscrit Monument historique en 1996.

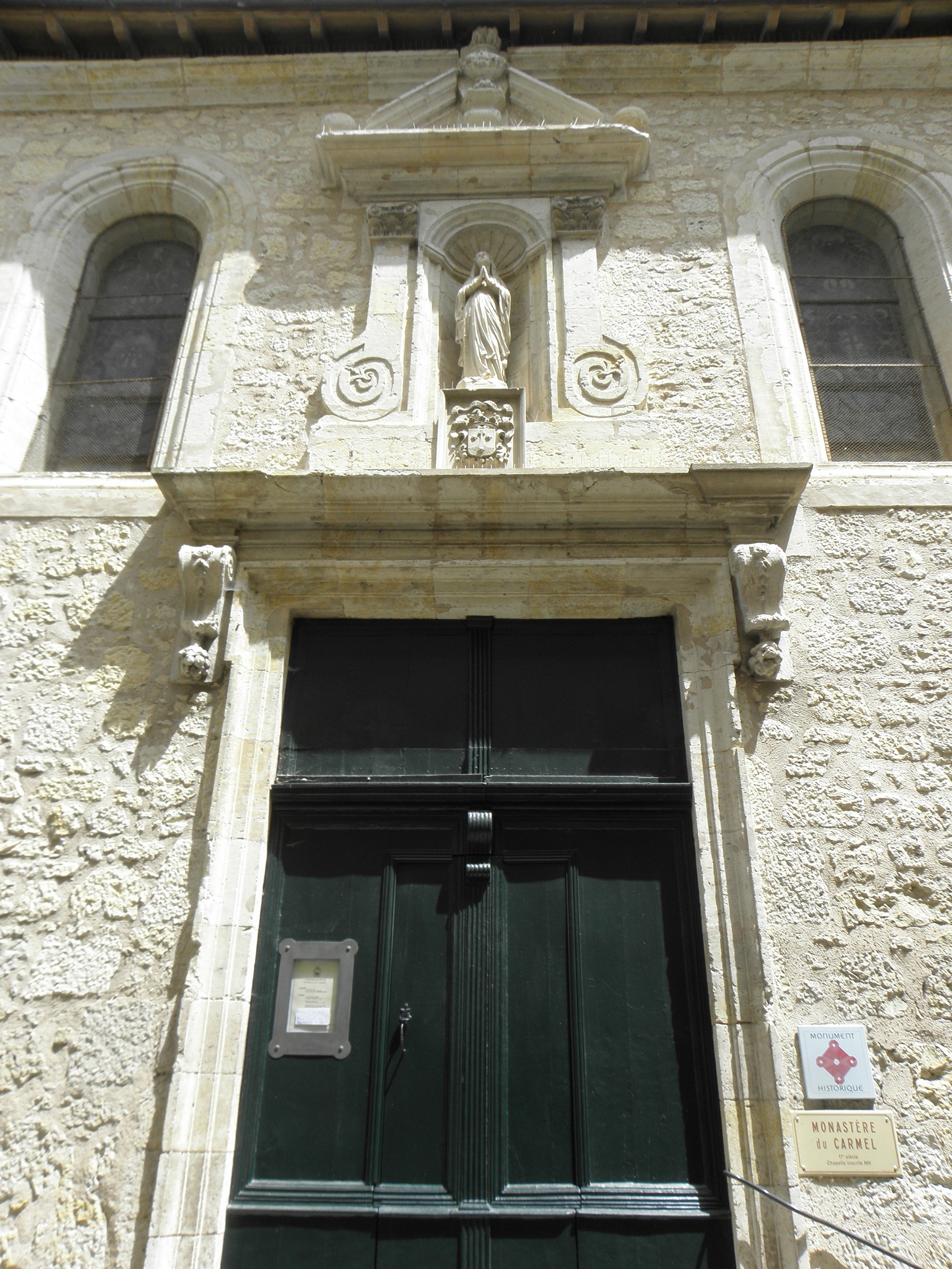
Portail
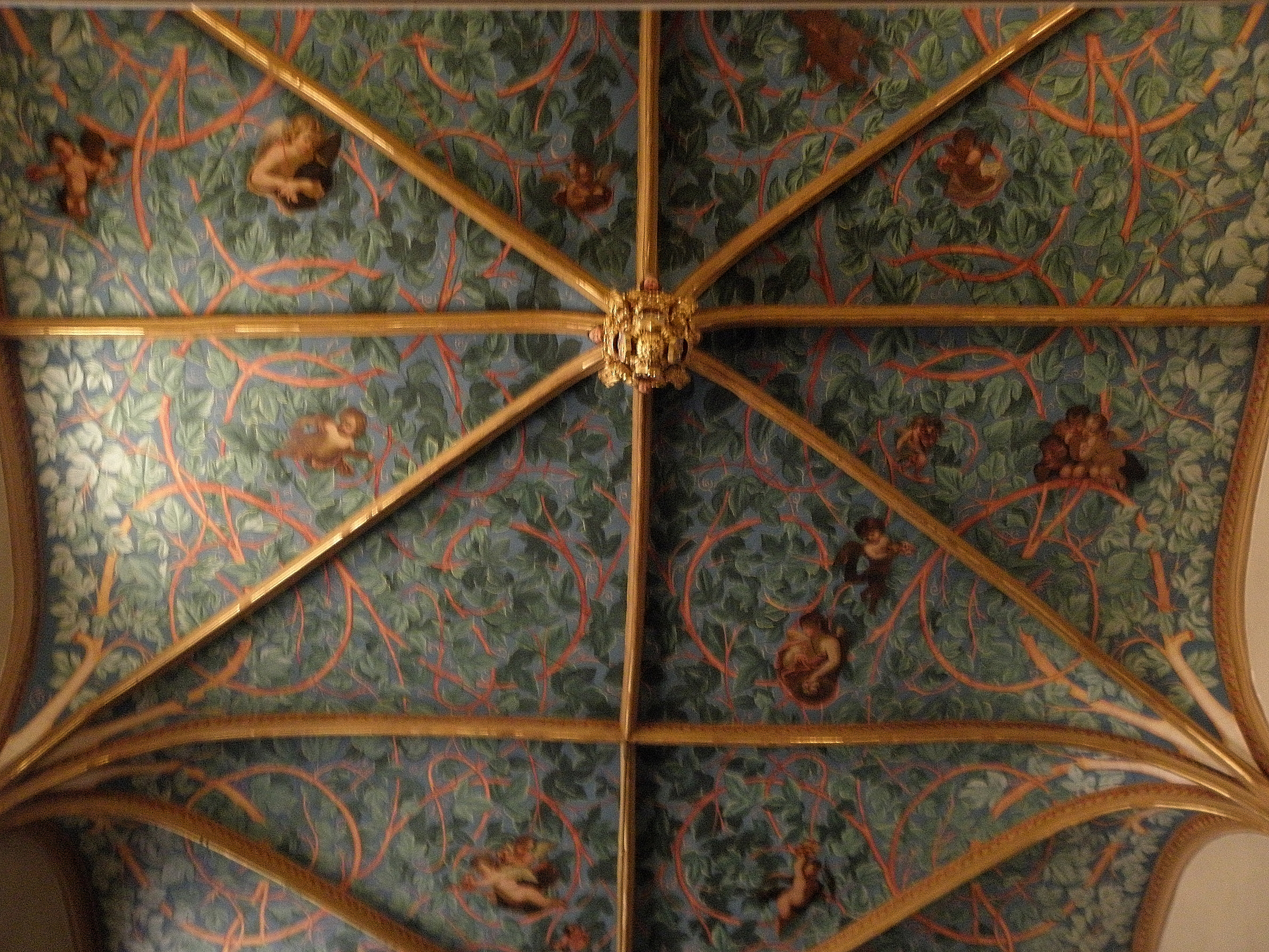
Plafond de la chapelle
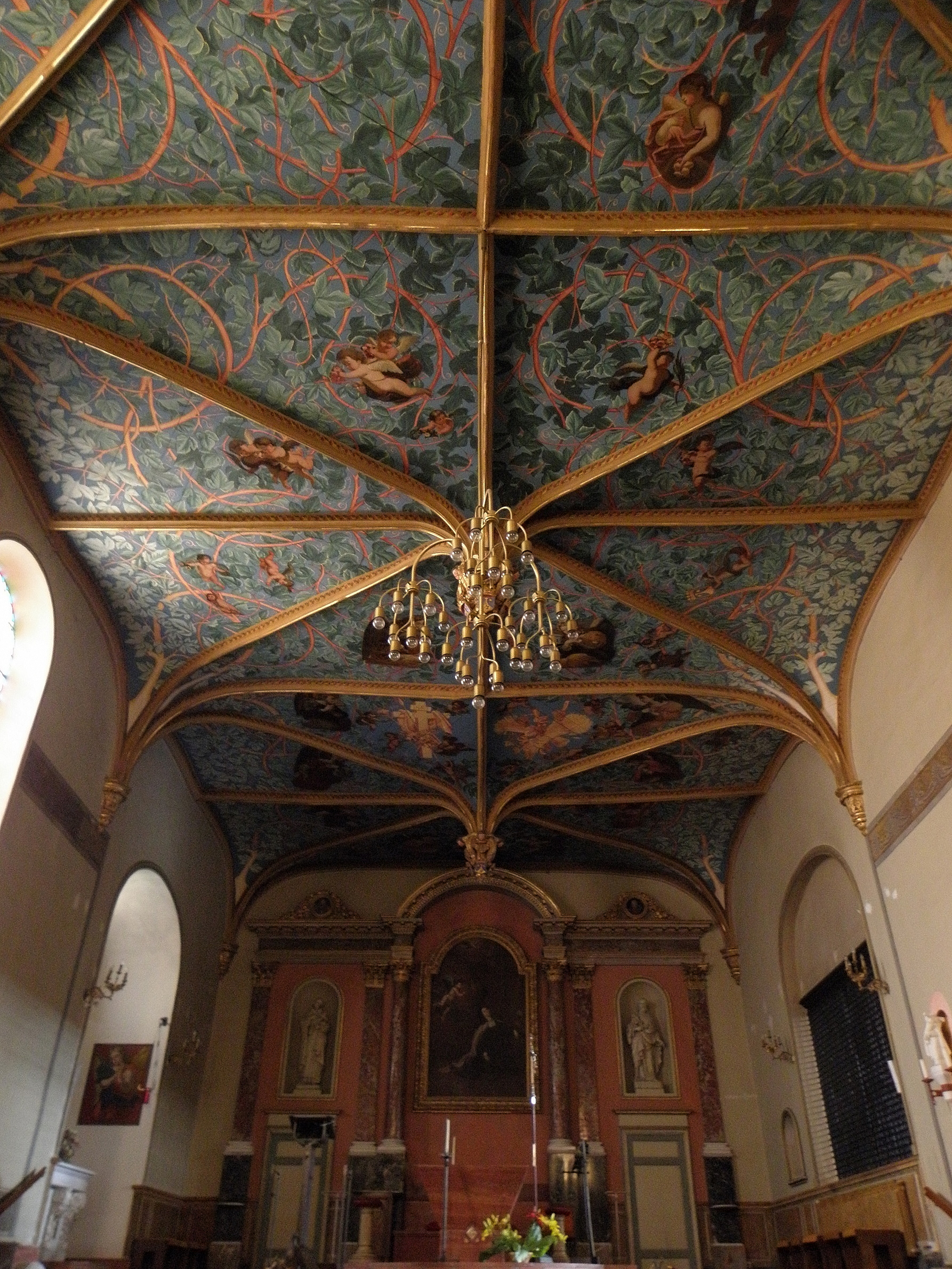
Intérieur
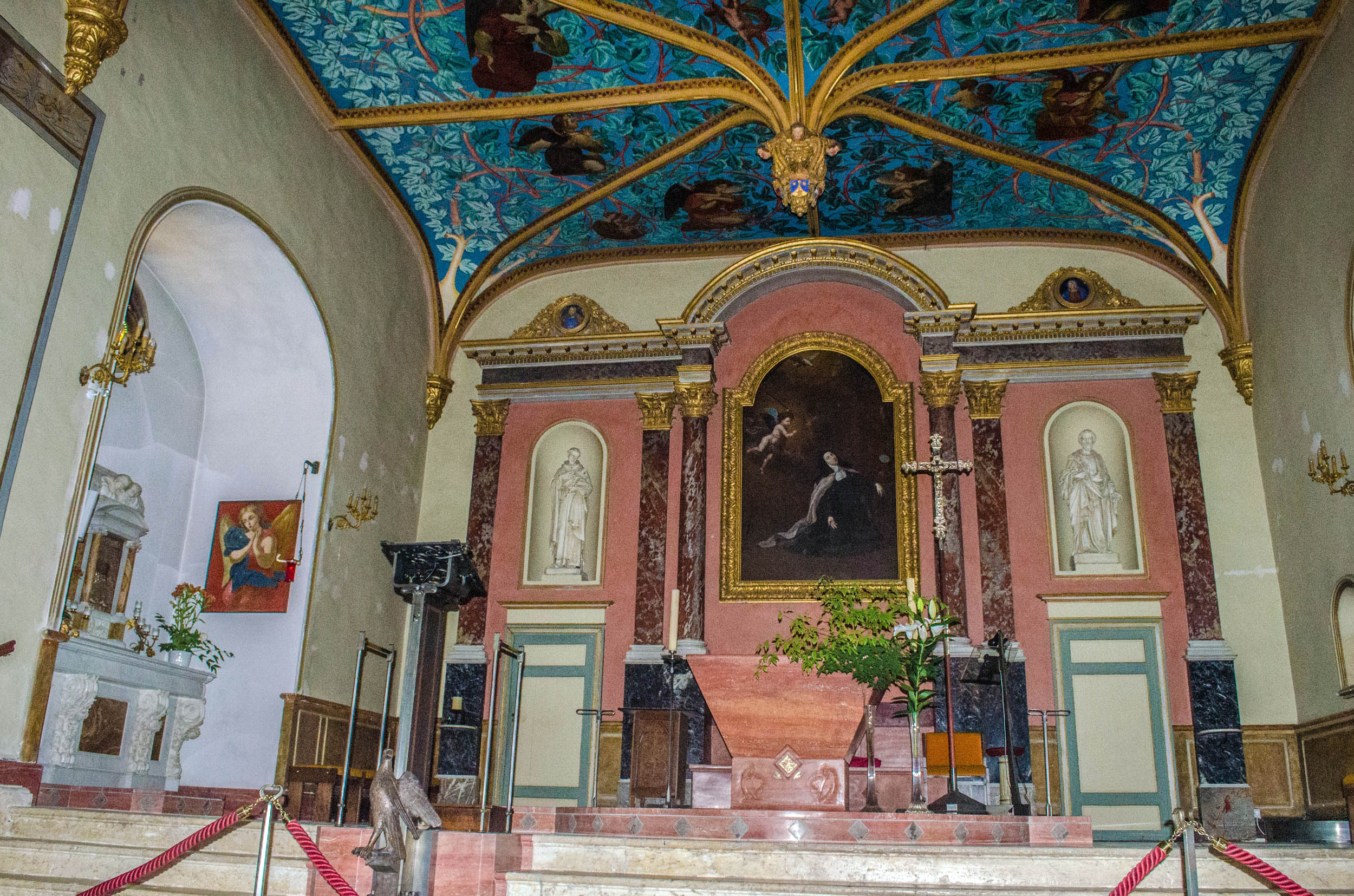
Retable